# ويليام سانشيز
ويليام سانشيز (19 فبراير 1986 - ) (بالإنجليزية: William Sánchez)‏ هو لاعب كرة طائرة دومينيكا.

## وصلات خارجية
- ويليام سانشيز على موقع الاتحاد الدولي beach volleyball database (الإنجليزية)
- ويليام سانشيز على موقع قاعدة بيانات الكرة الطائرة الشاطئية (الإنجليزية)